# Montguers
Montguers là một xã thuộc tỉnh Drôme trong vùng Auvergne-Rhône-Alpes đông nam nước Pháp. Xã Montguers nằm ở khu vực có độ cao từ 639-1217 mét trên mực nước biển.